# جان گالاگر (تاریخ‌دان)
جان اندرو گالاگر (به انگلیسی: John Andrew Gallagher) FBA (1 آوریل 1919 - 5 مارس 1980)، معروف به جک گالاگر ، مورخ امپراتوری بریتانیا بود که بین سال های 1963 و 1970 استاد بیت تاریخ مشترک المنافع در دانشگاه آکسفورد بود و از سال 1971 تا زمان مرگش پروفسور ور هارمسورث تاریخ امپراتوری و دریایی در دانشگاه کمبریج بود.

## آثار
- Africa and the Victorians: The Climax of Imperialism in the Dark Continent written with Ronald Robinson and Alice Denny (London, Macmillan, 1961) and Africa and the Victorians: The Climax of Imperialism in the Dark Continent (New York, St Martin's Press, 1961)
- The Decline, Revival and Fall of the British Empire. The Ford Lectures and Other Essays edited by Anil Seal (Cambridge, Cambridge University Press, 1982)

## همچنین ببینید
- تاریخ‌نگاری امپراتوری بریتانیا